# Clytopsis
Clytopsis is een kevergeslacht uit de familie van de boktorren (Cerambycidae). De wetenschappelijke naam van het geslacht werd voor het eerst geldig gepubliceerd in 1912 door Casey.

## Soorten
Clytopsis is monotypisch en omvat slechts de volgende soort:
- Clytopsis dimidiaticornis (Chevrolat, 1860)